# Мёнин
Мёнин (кор. кор. 명인전, мёнъинджон) — один из основных корейских титулов го. Мёнин является аналогом японского титула Мэйдзин и китайского титула Минжень; название титула обозначает «Мудрый». Текущим обладателем титула является Пак Ён Хун.
Контроль времени в финальных партиях составляет по 5 часов каждому игроку (4 часа в плей-офф, 3 часа в отборочном этапе). Коми составляет 6,5 очков. Призовой фонд составляет 30 000 000 вон (25 700 долларов). Турнир проводится Корейской ассоциацией падук при поддержке издания Han-kuk Il-po (Korea Daily News) и компании Kangwon Land Corporation. В период с 2004 по 2006 годы розыгрыш титула Мёнин не проводился В розыгрыше титула участвуют 16 игроков, соревнующихся на выбывание по системе плей-офф.

## Обладатели титула
| Год       | Обладатель     |
| --------- | -------------- |
| 1968      | Чо Намчхоль    |
| 1969      | Ким Ин         |
| 1970      | Чо Намчхоль    |
| 1971—1976 | Со Бонсу       |
| 1977      | Чо Хунхён      |
| 1978      | Со Бонсу       |
| 1979—1981 | Чо Хунхён      |
| 1983      | Со Бонсу       |
| 1984—1990 | Чо Хунхён      |
| 1991—1996 | Ли Чхан Хо     |
| 1997      | Чо Хунхён      |
| 1998—2003 | Ли Чхан Хо     |
| 2004—2006 | Не проводился  |
| 2007—2008 | Ли Седол       |
| 2009      | Ли Чхан Хо     |
| 2010—2011 | Пак Ён Хун     |
| 2012      | Ли Седол       |
| 2013      | Чхве Чхоль Хан |